# Free Love Paradise
Free Love Paradise is een televisieprogramma van VTM 2 dat tevens op Streamz te zien is. Het is een relatie-experiment waar zes jonge koppels testen of een open relatie voor hen weggelegd is. De zes jonge koppels bestaan uit drie Vlaamse en drie Nederlandse. Met zijn allen gaan ze naar Mexico om de relatietest aan te gaan. Sean Dhondt en Froukje de Both zijn de presentatoren. Chloé De Bie, klinische seksuologe, begeleidde de koppels achter de schermen.

## Deelnemers[2]
| Koppel                       | Relatieduur            | Reden van deelname |
| Cédric (24) en Bo (25)       | 6 maanden              | Ze overwegen een open relatie als een tijdelijke oplossing om de periode die Bo in het buitenland gaat studeren (4 maanden) te overleven. |
| Robin (25) en Kéty (21)      | 1 jaar                 | Ze willen ontdekken of dit voor permanente opwinding in hun relatie zou kunnen zorgen.                                                    |
| Gaêtan (29) en Cristina (25) | 3 jaar (met een pauze) | Gaêtan wil graag trio’s met meisjes doen. Dit mag van Cristina zolang ze zelf een van de twee meisjes is.                                 |
| Tamara (24) en Lenny (22)    | 2 jaar                 | Ook zij zoeken opwinding. Ze willen graag hun relatie spannend houden.                                                                    |
| Shantie (24) en Pieter (27)  | 6 jaar                 | Zij zien dit eerder als een test. Ze willen hun jaloezie testen.                                                                          |
| Mariska (24) en Ivo (26)     | 6 jaar                 | Ook zij zoeken opwinding. Ze willen hun seksleven graag spannend houden.                                                                  |